# Seseo

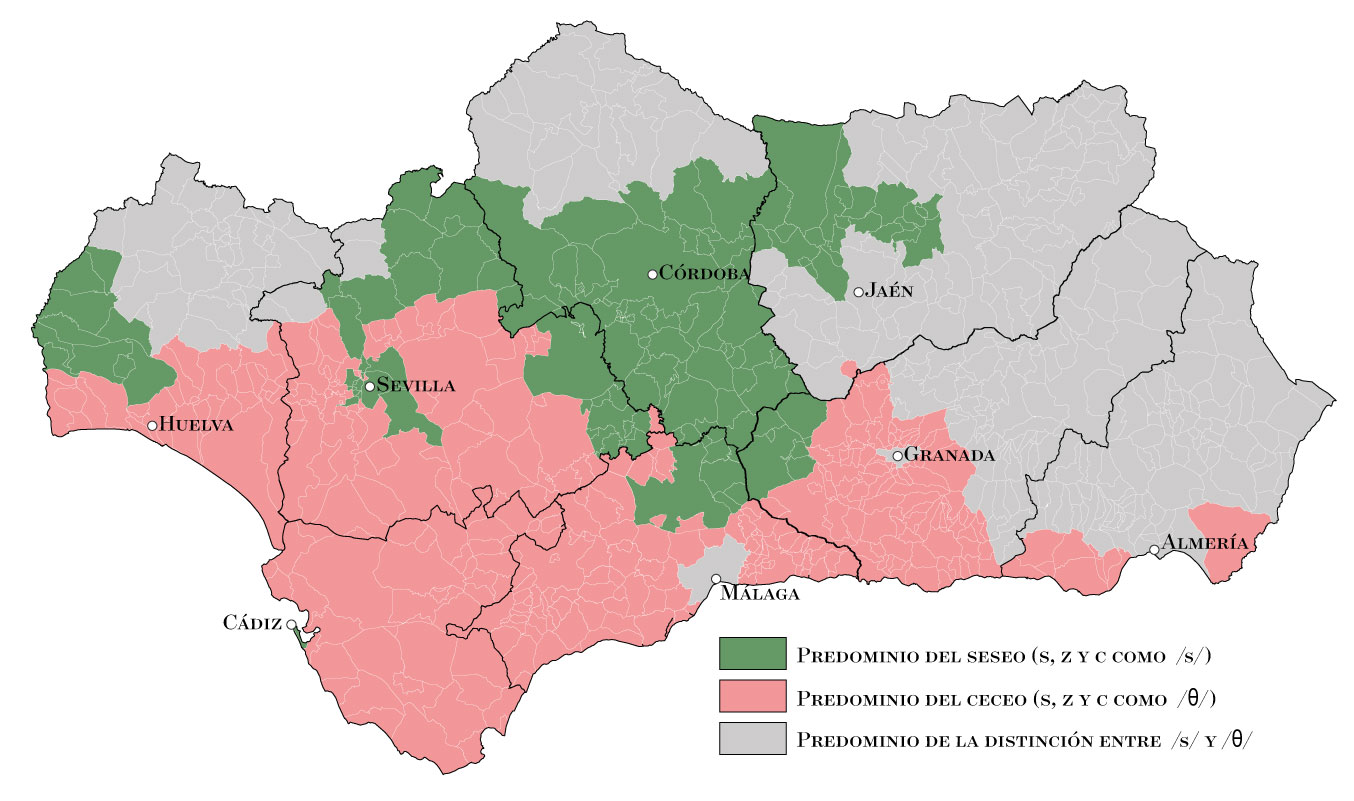
Distribuzione geografica del seseo (in verde) e del ceceo (in rosso) in Andalusia

Il seseo /seˈseo/ è un fenomeno linguistico della lingua spagnola (anche della lingua galiziana) che consiste nella neutralizzazione delle consonanti fricativa alveolare sorda /s/ e fricativa dentale sorda /θ/ a favore della prima. Il seseo, originario dell'Andalusia, si è poi propagato nelle varietà di spagnolo latinoamericano.
Nello spagnolo iberico standard la c davanti a e o i e la z hanno pronuncia di fricativa dentale sorda /θ/. Chi parla con il seseo cambia questo suono in quello di una s aspra (alveolare): in questo modo, la pronuncia della z e della c di ce e ci non si distingue più dalla s.

## Diffusione geografica
Il seseo è un tratto fonetico originatosi in Andalusia e da questa regione diffusosi nelle Isole Canarie e poi in tutta l'America Latina, dove vale come standard (anche se esistono isole di ceceo). Viceversa, in Spagna non corrisponde alla pronuncia standard, nella quale i foni [s] e [θ] permangono differenziati; al di fuori delle regioni "seseanti" il seseo è anzi considerato una pronuncia difettosa.
Il seseo è pure diffuso nelle comunità autonome della Galizia, dei Paesi Baschi, della Catalogna, delle Isole Baleari e della Comunità Valenciana, dove lo spagnolo - essendosi sovrapposto a lingue preesistenti - non ha dato luogo ad autentici dialetti castigliani. In queste regioni la neutralizzazione di [s] e [θ] è quindi piuttosto dovuta al fatto che le lingue galiziana, basca e catalana non contemplano la fricativa dentale sorda.
In Andalusia, il seseo - seppur largamente diffuso - non è di uso generalizzato: è piuttosto caratteristico delle città di Siviglia e Cordova e dell'Andalusia centroccidentale. Sul suolo andaluso convive inoltre con un altro fenomeno linguistico, il ceceo, che ne costituisce l'esatto contrario (neutralizzazione di [s] e [θ] in [θ]).

## Analisi diastratica
In Spagna il seseo è tradizionalmente considerato difettoso e appannaggio delle classi sociali più umili, motivo per cui in certi ambienti è in regresso a favore della distinzione tra [s] e [θ]. Questo non è vero in Andalusia, dove come in America Latina è perfettamente accettato come normale ed anzi costituisce talvolta un simbolo di identità specifica.
In generale però il seseo sta acquistando un'immagine di pronuncia accettabile, non particolarmente stigmatizzata, anche grazie alla crescente popolarità e diffusione della musica, del cinema e della televisione dei paesi latinoamericani. Ciò vale in particolare per gli Stati Uniti, dove la pronuncia seseante è considerata standard anche grazie alla presenza di una folta quanto vivace comunità latinoamericana.